# Бен Кінг
Бен Кінг (англ. Ben E. King уроджений англ. Benjamin Earl Nelson; 28 вересня 1938 — 30 квітня 2015) — американський співак соул початку 1960-х.
Найбільш відомою його піснею як сольного виконавця є хіт «Stand By Me», випущений в 1961 році. У Залі слави рок-н-ролу пісня увійшла в число композицій, які сформували сучасну поп-музику, також вона входить у список 500 найкращих пісень усіх часів за версією журналу «Rolling Stone».
Найвідоміші його композиції «Dance With Me» і «This Magic Moment», випущені в 1959 році, коли співак ще був у складі групи «The Drifters».

## Біографія
Починав свою кар'єру в другій половині 50-х років в дубоп-групі «Four B's», з якої він у 1959 році перейшов в «Five Crowns», пізніше змінила назву на «The Drifters». Виконавець і композитор «Stand by Me», гіта 1961 року і як лідер вокальної групи «The Drifters».